# Ichijō Nobutatsu
Ichijō Nobutatsu (一条 信龍?; 1539 – 2 aprile 1582) è stato un samurai giapponese del periodo Sengoku.
Nobutatsu era un fratello di Takeda Shingen anche se aveva madre diversa dei suoi fratelli più grandi. Servì Shingen in numerose battaglie inclusa Mikatagahara e prese parte alla battaglia di Nagashino servendo suo nipote Takeda Katsuyori. Nel 1582 fu catturato dai Tokugawa e giustiziato assieme al figlio Nobunari. È ricordato come un uomo di cultura e possedeva molte abilità diplomatiche.
Nobutatsu è anche conosciuto come uno dei ventiquattro generali di Takeda Shingen.

## Famiglia
- Padre: Takeda Nobutora (1493-1574)
- Fratelli:
  - Takematsu (1517-1523)
  - Takeda Shingen (1521-1573)
  - Inuchiyo (1523-1529)
  - Takeda Nobushige (1525-1561)
  - Takeda Nobumoto
  - Takeda Nobukado (1529-1582)
  - Matsuo Nobukore (ca. 1530s-1571)
  - Takeda Souchi
  - Takeda Nobuzane (ca. 1530s-1575)
- Sorelle:
  - Joukei-in (1519-1550), sposò Imagawa Yoshimoto
  - Nanshou-in (born 1520) sposò Anayama Nobutomo
  - Nene (1528-1543) sposò Suwa Yorishige